# Furina dunmalli
Furina dunmalli — вид отруйних змій родини аспідових (Elapidae). Ендемік Австралії.

## Поширення і екологія
Furina dunmalli мешкають у внутрішніх районах на південному сході Квінсленда,т на захід від Великого Вододільного хребта, на висоті від 200 до 500 м над рівнем моря. Вони живуть в акацієвих рідколіссях мульги та серед скель. Вони живуть в південній частині поясу Брігалу, в евкаліптових і акацієвих лісах та в сухих склерофільних рідколіссях. Ведуть нічний, наземний спосіб життя. Живляться дрібними ящірками. Відкладають яйця.